# Co děláme v temnotách (seriál)
Co děláme v temnotách (v anglickém originále What We Do in the Shadows) je americký mockumentární komediální hororový seriál, který vytvořil Jemaine Clement. První řada měla premiéru v dne 27. března 2019 na americké televizní stanici FX. Seriál je inspirován stejnojmenným filmem Co děláme v temnotách z roku 2014, na kterém spolupracoval Jemaine Clement s Taikou Waititim, ovšem dějově ani postavami seriál nijak nenavazuje. Seriál sleduje život čtveřice upírů a jejich lidského společníka, kteří sdílí dům na Staten Islandu v New Yorku. Upíři se potýkají s výzvami moderního světa, ostatními nadpřirozenými bytostmi i sebou samými.
Druhá řada měla premiéru dne 15. dubna 2020 a třetí řada byla vydána dne 2. září 2021. Čtvrtá řada měla premiéru dne 12. července 2022. V červnu 2022 byl seriál obnoven pro pátou a šestou řadu. Seriál získal uznání kritiků především za jeho obsazení a scénář a byl nominován na 17 cen Emmy, včetně tří na nejlepší komediální seriál v letech 2020 a 2022. 
V Česku je možné seriál sledovat na platformě HBO Max.

## Postavy a obsazení

### Hlavní
- Nandor Neúprosný (Kayan Novak) –⁠ 760 let, upír, dříve obávaný válečník a vládce království na území dnešního Íránu, nerad mluví o svých emocích a nepřizná, že se mýlil, lehce naivní, má lidského posluhovače Guillerma
- Leslie „Laszlo“ Cravensworth (Matt Berry) –⁠ 310 let, upír, britský šlechtic, bisexuál, často myslí na sex, má rád umění a hudbu, manžel Nadji
- Nadja z Antipaxosu (Natasia Demetriou) –⁠ 500 let, upírka, původem z Řecka, proměnila Laszla v upíra a pak se za děj vdala, často vzpomíná na svůj lidský život
- Guillermo de la Cruz (Harvey Guillén) –⁠ člověk, má sen stát se upírem, Nandorův nedoceněný posluhovač, je příbuzným Abrahama van Helsinga
- Collin Robinson (Mark Proksch) –⁠ energetický upír, není příliš oblíbený, živí se vysáváním energie z ostatních upírů a lidí tím, že je nudí nebo otravuje

### Vedlejší
- Sean Rinaldi (Anthony Atamanuik) –⁠ lidský soused, Laszlův nejlepší přítel
- Jenna (Beanie Feldstein) –⁠ člověk, panna, později přeměněna na Nadjou ze soucitu na upírku (1. řada)
- Baron Afanas (Doug Jones) –⁠ velmi starý upír, věří, že by měli upíří vládnout světu (1., 3.–⁠4. řada)
- Simon Prohnaný (Nick Kroll) –⁠ upír, vlastník upířího nočního klubu, posedlý získáním Laszlovo klobouku z kůže čarodějky (1.–⁠2, 4. řada)
- Jeff Suckler (Jake McDorman) –⁠ člověk, reinkarnace Nadji bývalého milence Gregora (1. řada)
- Průvodkyně (Kristen Schaal) –⁠ upírka, zaměstnankyně Upíří rady (3.–⁠4. řada)
- Charmaine (Marissa Jaret Winokur) –⁠ Seanova manželka (2.–⁠4. řada)
- Džin (Anoop Desai) – Nandorův džin z lampy plnící přání (4. řada)
- Marwa (Parisa Fakhri) – Nandorova bývalá a současná manželka (4. řada)
- Derek (Chris Sandiford) –⁠ lovec upírů, proměněn na upíra (2–⁠-4. řada)
- Freddie (Al Roberts) – Guillermův (a Nandorův) ex-přítel

## Řady
| Řada | Počet dílů | Rok uvedení |
| ---- | ---------- | ----------- |
| 1    | 10         | 2019        |
| 2    | 10         | 2020        |
| 3    | 10         | 2021        |
| 4    | 10         | 2022        |
| 5    | (?)        | (2023)      |

## Ocenění
- AACTA Internation Awards za nejlepší komediální seriál 2022
- Cena Saturn za nejlepší hororový seriál pro televizní síť nebo kabel 2022, nejlepší hororový televizní seriál 2021, nejlepší hororový televizní seriál 2019 [6]